# Phiale similis
Phiale similis là một loài nhện trong họ Salticidae.
Loài này thuộc chi Phiale. Phiale similis được Elizabeth Maria Gifford Peckham & George William Peckham miêu tả năm 1896.